# I Want a New Drug
Singles de Huey Lewis and the News
Heart and Soul
(1983) The Heart of Rock & Roll
(1984)
I Want a New Drug est une chanson interprétée par le groupe de rock américain Huey Lewis and the News sortie en single le 3 janvier 1984 comme deuxième extrait de l'album Sports publié en 1983.
Elle est écrite et composée par Chris Hayes et Huey Lewis.
C'est un succès aux États-Unis où elle atteint la 6e place du Billboard Hot 100 et la 1re du Hot Dance Club Songs, le classement des titres les plus diffusés en discothèque. Elle connaît aussi le succès au Canada, en Australie, en Nouvelle-Zélande et en Allemagne.
Le single est certifié disque d'or aux États-Unis et au Canada.
Bien que le groupe s'attache à avoir un contrôle le plus total que possible sur leurs productions, certaines éditions du single seront toutefois nommées I Want a New Drug (Called Love) contre leur avis.

## Clip
Le clip, réalisé par David Rathod, est nommé pour le MTV Video Music Award de la meilleure réalisation en 1984.
Il est parodié dans l'épisode Papy fait de la contrebande de la série Les Simpson.

## Parodie
La chanson est parodiée par Weird Al Yankovic en 1985 sous le titre I Want a New Duck.

## Plagiat
À la suite du refus du groupe qu'elle sonorise SOS Fantômes (Ghostbusters), Huey Lewis attaque en justice le chanteur Ray Parker Jr., l'accusant d'avoir plagié la musique de I Want a New Drug avec sa chanson Ghostbusters, thème principal du film SOS Fantômes et grand succès de l'année 1984. L'affaire se règle par un accord financier incluant une clause de confidentialité, clause que Parker accuse Lewis de ne pas avoir respecté quand ce dernier parle de l'accord financier dans une émission de télé en 2001,.
Dans une interview pour l'édition américaine du magazine Premiere en juin 2004, Ivan Reitman, le réalisateur de SOS Fantômes, déclare avoir utilisé I Want a New Drug comme bande-son provisoire pendant la postproduction, juste avant d'être présenté à Ray Parker Jr. arrivé tardivement sur le projet.

## Classements hebdomadaires
| Classements (1984)                | Meilleure position |
| --------------------------------- | ------------------ |
| Allemagne (Media Control AG)      | 27                 |
| Australie (Kent Music Report)     | 27                 |
| Canada (RPM Top Singles)          | 6                  |
| États-Unis (Billboard Hot 100)    | 6                  |
| États-Unis (Hot Dance Club Songs) | 1                  |
| Nouvelle-Zélande (RMNZ)           | 10                 |

## Certifications
| Pays                  | Certification | Unités certifiées |
| --------------------- | ------------- | ----------------- |
| Canada (Music Canada) | Or            | 50 000            |
| États-Unis (RIAA)     | Or            | 500 000           |